# Jakob Emeršič
Jakob Emeršič, slovenski bibliotekar, prevajalec, pesnik, ljubiteljski zgodovinar in literarni zgodovinar, * 30. junij 1940, Gradišče, † 5. januar 2012, Ptuj.
Diplomiral je v šestdesetih letih 20. stoletja na Filozofski fakulteti v Ljubljani kot slavist-komparativist. Njegova največja ljubezen je postala knjiga oziroma ptujska knjižnica, kjer je praktično prebil vsa svoja službena leta. V pokoju se je v večji meri posvetil minoritski knjižnici na Ptuju. 

## Življenje
Jakob Emeršič se je rodil v Leskovcu v Halozah v »kočici« sredi brega, ki je zdaj že porušena. Kmalu po njegovem rojstvu so se z družino preselili v Kicar blizu Ptuja in tam kar dvakrat menjali stanovanje. Kot viničarji so nato potovali v Trnovsko vas, od tam v Ločki vrh, nato pa še v Biš.  
Emeršič se je rodil očetu Antonu in materi Veroniki v precej skromnih razmerah. Kljub temu je že od malih nog rad prebiral knjige, ki jih je dobil iz župnijske farne knjižnice. Obiskoval je gimnazijo na Ptuju. Šolanje po gimnaziji je nadaljeval v Ljubljani na Filozofski fakulteti, kjer je študiral primerjalno književnost in literarno teorijo ter diplomiral kot slavist-komparativist. V poletnih mesecih je znanja pridobival v tujini (Francija, Nemčija), kjer je opravljal razna počitniška dela. Že kot študent je sodeloval pri izdajah strokovnih in znanstvenih publikacij in veliko pisal. Pridobil si je visoko izobrazbo. Skoraj vsa službena leta je posvetil Ljudski in študijski knjižnici Ptuj, kjer se je zaposlil leta 1967. 
Po končanem študiju se je aklimatiziral na Ptuju. Kot sam pravi si je zelo želel postati komunist, vendar je postal aktiven katoličan. Njegov oče je bil »antivojaški« tip, njegov brat pa je hotel postati duhovnik, vendar je pristal v komunistični partiji. Njegova mati je bila Hrvatica in nepismena on pa ravno nasprotno. 
Bil je zelo aktiven, saj je pregledal vsa dela, stare časopise in članke v njih. Najpomembnejše je, da je celotni Ptujski knjižnici, ki ima sorazmerno veliko gradiva, določil vrstilce UDK. 
Leta 1987 je bil za ves svoj trud in vsa svoja dela nagrajen s Čopovo diplomo. 
Umrl je 5. januarja 2012 in je pokopan na novem pokopališču na Ptuju. 

## Delo
Poleg knjižničarskih dejavnosti je Jakob Emeršič veliko prevajal. Prevajal je iz francoščine, angleščine, nemščine in hrvaščine, vendar samo avtorje in stvari, ki so ga zanimale. Eden, ki ga je zanimal je angleški pisatelj in teolog C.S.Lewis, od katerega je prevajal pravljične otroške zgodbe. Napisal je tudi veliko člankov in razna dela: Manjši in ponižani bratje: pasijonske slike ob 750-letnici prihoda minoritov na Ptuj, Minoritska knjižnica na Ptuju, Gradivo za bibliografijo Ptuja in okolice, Nova obzorja: bibliografsko kazalo: (bibliotekarsko strokovno delo), Oris zgodovine Župnije sv. Urbana pri Ptuju – Destrnik… 
Upokojil se je leta 2003. Svoj prosti čas je posvetil urejanju Provincijske knjižnice minoritskega reda na Ptuju. Največ pozornosti je namenil obdelavi dragocenih knjig. 
Pisal je tudi prozo in leta 2010 je izšla knjiga Pozabljena spominjanja.